# Fran Levstik
Fran Levstik [frán léu̯stik], slovenski pesnik, pisatelj, dramatik, kritik in jezikoslovec, * 28. september 1831, Dolnje Retje pri Velikih Laščah, † 16. november 1887, Ljubljana.

## Življenje
Fran Levstik se je rodil v kmečki družini v Dolnjih Retjah pri Velikih Laščah 28. septembra 1831 očetu Matevžu Levstiku (Leustek) in materi Mariji Gruden. Obiskoval je ljubljansko normalko in gimnazijo, a mature zaradi sporov s šolskimi oblastmi in katehetom Antonom Globočnikom ni opravil. Leta 1854 je bil kot štipendist nemškega viteškega reda sprejet v semenišče v Olomucu na Moravskem. Študij bogoslovja je moral naslednje leto pustiti zaradi ovadbe o nemoralnosti pesniške zbirke, ki je izšla leta 1854 v Ljubljani. Prek Dunaja, kjer je poslušal predavanja Frana Miklošiča in se seznanil z Vukom Karadžićem, se je vrnil v domovino. Preživljal se je kot domači učitelj, najprej pri grofu Paceju na gradu Turnu pri Moravčah, nato pri pesniku Miroslavu Vilharju na Kalcu pri Zagorju na Pivškem. Pozneje je služboval kot tajnik in urednik. Od leta 1861 je bil tajnik Slavjanske čitalnice v Trstu, leta 1863 je postal urednik Vilharjevega političnega časnika Naprej. Po letu dni je bilo izhajanje časnika zaradi Levstikove kritike političnih razmer ustavljeno, Vilhar pa je bil obsojen na krajšo zaporno kazen. Leta 1864 je postal tajnik Slovenske matice v Ljubljani, zatem urednik Wolfovega slovensko-nemškega slovarja. V letih 1868–69 je občasno sodeloval pri Slovenskem narodu. Leta 1869 je na Dunaju začel izdajati »zabavljivo-šaljiv list« Pavliha. Okoli 1870 je bil Levstik obtožen narodnega izdajstva, češ da za satirični časopis Pavliha prejema državno podporo. S sedmo številko je moral ustaviti izhajanje časopisa, saj so se mu izneverili skoraj vsi naročniki. Zatem je pomagal Stritarju pri urejanju Ljubljanskega zvona, preživljal pa se je s službo kontrolnega urednika pri slovenskem prevodu državnega zakonika. Leta 1872 je s pomočjo vodje licejske knjižnice Gottfrieda Muysa in Frana Miklošiča dobil mesto skriptorja v ljubljanski licejski knjižnici. Tu je služboval do smrti. Po vrnitvi v Ljubljano se je v celoti umaknil iz javnega in političnega življenja. Zaradi telesnih in psihičnih naporov je zbolel za duševno boleznijo. Umrl je 16. novembra 1887 v Ljubljani.

## Delo
Levstik je kazal nadarjenost za različna področja literarnega delovanja. Ukvarjal se je s pesništvom, pripovedništvom, dramatiko, esejistiko, literarno kritiko in zgodovino.
Bil je začetnik literarne smeri, ki se je pojavila leta 1858 in živela kot vzporedni pojav slovenskega realizma. Nadaljevala je izročilo Kopitarjevih literarnih zasnov za Slovence. Njeno bistvo je razsvetljensko, v estetiki pa izpoveduje klasicistične in predromantične prvine. Levstikova literarna usmerjenost je torej določena z razsvetljenstvom in predromantiko. Po zgledu razsvetljenstva zahteva, naj literatura socialno in moralno vzgaja. Njegov literarni nazor se je izoblikoval ob klasicizmu ter nekaterih nemških romantičnih avtorjih, Jeanu Paulu, Lessingu in drugih.

### Pesništvo
V mladostnih pesmih se je zgledoval po Goetheju, Schillerju in Prešernu. Osrednja motivika njegove poezije je ljubezenska (Franjine pesmi, Tonine pesmi), razmišlja pa tudi o umetnosti (Elegija), svoji lastni usodi (Obup), pogosta je tudi kritika, satira, polemika (Puščice) in napad ali obramba pred sovražniki (Sovražnikom). Za Levstikovo ljubezensko poezijo je značilno predvsem depresivno občutje, ki ga izraža s potrtostjo in melanholijo.
Pesniti je začel že v gimnaziji. Prvo pesem (Želje) je izdal leta 1849 v Sloveniji. Objavljal je v Vedežu, Ljubljanskem časniku, Slovenski bčeli, Novicah in Bleiweisovem Koledarčku slovenskem. Mladostne pesmi je izdal v svoji edini samostojni pesniški zbirki Pesmi leta 1854. Zbirka je vzbudila veliko zanimanja med mlajšimi bralci, učitelj slovenščine na ljubljanski gimnaziji, duhovnik Janez Jelenc pa jo je uvedel kot pomožno šolsko berilo v višje razrede. Založnik jo je moral po nekaj mesecih za skoraj 12 let umakniti iz prodaje, saj je katehet Anton Globočnik izsilil zaplembo vseh dijaških izvodov Pesmi. Sporni sta bili predvsem pesmi Na vseh svetnikov dan in Študentovska zdravica. Levstik zbirke ni hotel preklicati, zato je moral izstopiti iz semenišča v Olomoucu.
V Pesmih prevladuje stvaren odnos do življenjskega okolja ter mladostno ljubezenski motivi, življenjski optimizem in satira. Zbirko sestavljajo čustvujoča, premišljujoča, epsko-lirska in satirična besedila. Jezik je preprost in stvaren. Pesmi prikazujejo želje in dogodke veselega mladeniča sredi idiličnega kmečkega sveta (Študentovska zdravica, Pomladnji sprehod). Na redkih mestih se pojavijo motivi popotništva (Popotnik), ljubezenskega nemira (Plesalki, Vzdihljaji) ter boja med sebičnostjo in ljubeznijo do sočloveka (Razni glasovi). V drugem delu zbirke v satiričnih verzih napada takratno slovensko pesništvo, predvsem Koseskega. Ta del knjige je sestavil iz epigramskega ciklusa Puščice in iz groteske v dramatični obliki Ježa na Parnas. To je oblikoval po Goethejevih zgledih, v njej pa je združil tudi idejne prvine Aristofanove komedije in tehnični zgled nemških pustnih iger.
V času Levstikovega učiteljevanja je nastal prvi od dveh ciklov njegove ljubezenske poezije. Tonine pesmi so posvečene Toni Zidarjevi, gostilničarjevi hčeri iz Moravč. Pesmi opevajo posamezne trenutke srečne in na koncu nesrečne ljubezenske zveze. Ljubezensko doživetje je pogosto povezano z opisom narave (V gozdu, Dve otvi). Gre za izjemno osebne, izpovedno neposredne pesmi, v katerih je ves pretanjen in fin, toda iz maščevanja že naslednji trenutek tudi grob in neusmiljen. Pesmi so bile deloma objavljene leta 1859.
Drugi cikel ljubezenskih pesmi so Franjine pesmi. Posvečene so Franji Koširjevi, ki jo je spoznal leta 1868 na taboru pod Šmarno goro. Dogodki so opisani v dnevniški obliki. Pesmi govorijo o ljubezenskih razočaranjih, ljubosumju in notranjih nasprotjih ljubezenskega doživljanja (Prošnja, Slovo). Objavljene so bile 1870 v literarni reviji Zvon, ki jo je urejal Josip Stritar.
Levstik je pisal tudi balade, romance in pripovedne pesmi. Najpomembnejši sta balada Ubežni kralj in romanca Živopisec in Marija. Pisal je tudi prigodnice (Slovenskim svatom z dopisom poslane zdravice), satirične pesmi (Ropotec, Breznova pesem) in elegije (Reka).
V sedemdesetih in osemdesetih letih je pisal predvsem otroško poezijo. V Vrtcu, »časopisu s podobami za slovensko mladino«, je leta 1880 objavil cikel petnajstih pesmi Otročje igre v pesencah. Pesmi iz otroškega sveta in narave so nastale po zgledu ljudske pesmi in z njenimi oblikovnimi značilnostmi (Gosli, Otrok sedi očetu na kolenu, Kadar otrok lovi luno in zvezde). Še danes veljajo za prvo moderno, izrecno mladinsko poezijo na Slovenskem.

### Pripovedništvo
Čeprav Levstik ni ustvaril nobenega večjega pripovednega besedila, velja za enega prvih klasikov slovenske pripovedne proze. Pisal je krajše pripovedne oblike kot so umetna pripovedka (Martin Krpan z Vrha), literarni potopis (Popotovanje iz Litije do Čateža), satirična groteska (Sveti doktor Bežanec v Tožbanji vasi) in povest (Deseti brat).
Literarni potopis Popotovanje iz Litije do Čateža je objavil leta 1858 v Slovenskem glasniku. V prvem delu popisuje kratko pot, ki jo je s prijateljem prehodil od Litije prek dolenjskih gozdov in vinogradov do Čateža. Govori o ljudeh, ki sta jih srečala na poti, in razmišlja o gospodarskih, družbenih in kulturnih razmerah. V nadaljevanju govori o ostankih ljudskega slovstva, o piscih samoukih, na koncu pa preide v esejistično razpravo o nalogah, zvrsteh in motivih sodobne slovenske literature. O tem delu običajno govorimo kot o Levstikovem literarnem programu. Glavne Levstikove zahteve so: slovstvo naj služi ljudstvu, njegovi zabavi, pouku in osveščanju; pisatelj naj v preprostem, ljudstvu razumljivem jeziku prikazuje življenje ljudstva, da bo v knjigi videlo svojo podobo kot v ogledalu; v prozi naj ima osrednjo vlogo kak slovenski veljak, na primer trden kmet, pridružili naj bi mu snovi iz življenja tihotapcev, rokovnjačev, desetih bratov, vojaških begunov, šaljivih Ribničanov, v novelah iz turških bojev; pisatelj naj popisuje človeške značaje in dejanja. Levstikov literarni program je mešanica aktualnih in predhodnih razsvetljenskih in predromantičnih teženj. Za zgled daje nemškega pisatelja Gotthelfa in angleškega Goldsmitha. Po tem programu se ni dosledno ravnal niti Levstik sam niti njegovi sodobniki (Jenko, Mencinger, Erjavec, Stritar). Za izpolnjevalca Levstikovih literarnih načel velja le Jurčič, vendar tudi on bolj po motivni kot po idejni strani.
Levstik je leta 1858 v Slovenskem glasniku objavil folklorno-realistično povest Martin Krpan z Vrha, ki predstavlja vrh folklorizirajočega pripovednega načina, ki je, če odmislimo parodičnost, ustrezal zahtevam, kakršne je postavil v Popotovanju iz Litije do Čateža. V njej je ljudske prvine združil s svojo idejo ter jih s pomirljivim humorjem spremenil v pripoved o nehvaležnosti vladarjev do požrtvovalnega in velikodušnega ljudstva.
Deseti brat je krajša, deloma avtobiografska povest v prvi osebi, ki prikazuje srečanje s propadlim, sicer izredno nadarjenim sošolcem Jurijem Zlatorepcem. Govori o posebnežu, ki zaradi življenjske naveličanosti ter neprilagodljivosti okolju ostaja osamljen in nerazumljen. Nastal je po ljudskem liku desetega brata, v izrazu in vsebini pa se je Levstik približal novelistiki vajevcev. Objavljen je bil leta 1863 v listu Naprej.
V Slovenskem narodu je leta 1868 objavil feljtonistično pripoved Ponočne misli slovenskega prvaka, ki jo je označil kot pobožno pripovedko. Levstik je pisal tudi prozne satire in groteske, deloma s politično ali moralno polemično vsebino. Znan je Sveti doktor Bežanec v Tožbanji vasi, ki je bil objavljen v Zvonu leta 1870. Levstik je avtor znane slovenske pravljice Kdo je napravil Vidku srajčico. Zapisal je veliko slovenskih pravljic in pripovedk (Lisica in petelin, Kozje oko, Zlato jabolko, Ribničan in Gorenjec) ter nekatere srbske, hrvaške in ruske narodne pravljice.

### Dramatika
Levstik si je prizadeval za ljudsko gledališče v Velikih Laščah in sodeloval pri nastajanju gledališča v Ljubljani, pri Slovenskem dramatičnem društvu, ustanovljenem 1867. leta. Že v gimnaziji je pripravil krajšo igro Vodja in sluga in odigral glavno vlogo. Igra, ki je bila kritika šolskih oblasti, ni ohranjena. Sredi petdesetih let je za velikolaško amatersko gledališče napisal kmečko igro Juntez. Njegov edini večji dramski tekst je tragedija Tugomer, kjer je predelal Jurčičevo prozno predlogo.
Juntez je kratka kmečka burka, uprizorjena 1855 v Velikih Laščah. Levstik je sam odigral glavno vlogo. V igri je upodobil upor odrasle hčere, ki se hoče omožiti po lastni volji. Njen oče se je med splošnim prerekanjem  raznih snubcev v krčmi tako napil, da je zaspal in sklepamo lahko, da si je hči izbrala uradnika in ne mlinarja, ki ji ga je hotel vsiliti oče.
Tugomer je izšel 1876 v Levstikovi predelavi Jurčičevega rokopisa, pod Jurčičevim imenom. Ta je besedilo pred natisom pokazal Levstiku, ki pa ni bil zadovoljen niti z vsebino niti z obliko dela, zato je na podlagi njegovega besedila napisal novo tragedijo v petstopičnih jambskih verzih z istim naslovom. Spremenil je celotno dramsko zasnovo, vsebino in značaj glavnega junaka. V ospredje je postavil brezkompromisen boj z narodovimi sovražniki. Gre za politično tendenčno dramo, ki jo pravilno razumemo le, če upoštevamo tedanji pritisk germanizatorskega režima na slovensko izobraženstvo, ki je verjelo, da mu bo nemški liberalizem pomagal v prizadevanju za narodnostno utrditev in v boju z domačimi nasprotniki. Opaziti je močne vplive Shakespeara, Goetheja in Schillerja. Tugomer je prva slovenska tragedija z zgodovinsko snovjo.

### Literarna in jezikovna kritika
Levstik se je v svojih kritičnih spisih dotaknil vseh tedanjih aktualnih narodno-kulturnih potreb: v jeziku, literaturi, politiki in družbenem življenju. Njegovo kritično in polemično delo je v večji meri ostalo neobjavljeno ali pa celo v zasebnih pismih.
Svoja estetska načela je črpal iz nemške razsvetljenske in predromantične estetike. V jezikovnih in estetskih vprašanjih je bil bližji Kopitarju kakor Čopu in Prešernu, spadal je bolj v drugo polovico 18. kakor v sredo 19. stoletja. Njegovi učitelji v literarni vedi in kritiki so bili Horac, Batteux in Lessing. Najboljši zgled za sodobnega slovenskega pesnika je videl v hrvaški in srbski narodni pesmi. Zavzemal se je za dela, ki bi bila avtorska in ljudska obenem in bi zato mogla zanimati tako izobraženca kot tudi preprostega človeka.
Levstik se je ukvarjal tudi z jezikoslovjem, slovnico in slovarjem. Teoretska osnova vseh njegovih jezikoslovnih razprav so Kopitarjeva, Miklošičeva in Karadžićeva stališča. Njegov najpomembnejši jezikoslovni kritični spis so Napake slovenskega pisanja, objavljene 1858 v Novicah. Zagovarjal je načelo, da se mora slovenščina v oblikoslovju in besedišču približati stari cerkveni slovanščini, ker je po Kopitarjevi panonski teoriji naslednica stare cerkvene slovanščine. Spis, ki je posvečen jeziku takratnih sodobnih slovenskih piscev, ugotavlja slabe strani takratne skladnje in besedišča: graja skladnjo po nemškem vzoru z opisnim deležnikom na koncu stavka ter prepogostost trpnika ali samostalniških pridevnikov v rodilniku. Zelo natančno je razčlenil tudi besedotvorne napake (zlasti pri zloženkah). V spisu ni samo obtoževal, temveč tudi svetoval ter navajal izboljšave in pravilne oblike. Na koncu je postavil zahtevo po ostri, načelni kritiki, ki edina lahko dvigne raven in vrednost slovenskega slovstva.
Pravdo o slovenskem šestomeru je Levstik napisal skupaj s Franom Levcem leta 1878. Govori o zgodovini heksametra v slovenskem leposlovju in odgovarja na vprašanje, kako ga je treba posnemati v slovenščini. Usmerjena je proti stališčem Janka Pajka, urednika in lastnika mariborske Zore. Levstik je z njo povzročil, da je Pajk še istega leta prenehal izdajati časopis.

### Literarna zgodovina
Levstik se je ukvarjal s kritično izdajo Vodnika in Prešerna. Skupaj s Stritarjem in Jurčičem je pripravil novo izdajo Prešernovih Poezij (Pesmi Franceta Prešerna, 1866). Leta 1869 je za Slovensko matico izdal Vodnikove Pesmi.
Za prvi letnik (1881) Ljubljanskega zvona je napisal obširno in temeljito kritiko Kleinmayrove Zgodovine slovenskega slovstva, ki predstavlja začetek sodobne slovenske literarne zgodovine.

### Časnikarstvo
Levstik se je v šestdesetih in sedemdesetih letih ukvarjal predvsem s časnikarstvom. Zavedal se je velikega pomena časnikarstva, ki je predstavljalo možnost za krepitev zavesti o jezikovni, gospodarski, kulturni in politični povezanosti Slovencev. Pisal je dopise in uvodnike, ki jih je posvečal slovenski prvakom, Nemcem in nemškutarjem (Tujčeva peta, Nemškutarska nesramnost; oba objavljena v Slovenskem narodu). Objavljal jih je v časopisih Naprej, Slovenec, Mladika, Jurij s pušo in Slovenski narod. Pisal je o aktualnem dogajanju, političnih in kulturnih vprašanjih, vsakdanjem življenju, poudarjal je boj za narodnostne pravice Slovencev ter obrambo jezika (Misli o narodnosti, Odgovor Odprtemu pismu, Naprej, 1863), spodbujal je narodno zavest ter opozarjal na nemški raznarodovalni pritisk ter na nenačelnost in nemoralnost slovenskih politikov. Njegovo politično in časnikarsko delovanje je bilo v znamenju boja za nacionalno prebujo in za uresničitev ideje o Zedinjeni Sloveniji. Z lastnim glasilom je želel vplivati na domače politično življenje. To mu je za kratek čas uspelo s satiričnim listom Pavliha.

## Pomen
Levstik je bil med sodobniki znan po svoji samozavesti, kritičnosti, svojeglavosti in doslednosti. Menil je, da je intelektualno sposobnejši in moralno močnejši od slovenskih prvakov. Bil je demokratičnega političnega naziranja. Cenil je svobodnega srednjega kmeta, ki ga je videl v patriarhalni idealnosti in idiličnosti. Levstik spada v generacijo, ki ji pripadata tudi Trdina in Valjavec.
Bil je odločen podpornik vsakega resnega literarnega dela. Obvladal je skoraj vso tedanjo slovensko literaturo in bil izredno kritičen do vsega, kar po njegovem mnenju ni bilo slovensko in slovansko. Levstikova jugoslovanska ideja je temeljila na ločevanju med političnim jugoslovanstvom in jezikovnim oz. kulturnim unitarizmom; jugoslovanstvo je pojmoval kot politično enotnost v jezikovni in kulturni različnosti. Slovenski jezik z literaturo mu je pomenil osnovno politično vrednoto. Prepričan je bil, da je jezik eden najvažnejših znakov narodnosti, da je močan izraz narodne samobitnosti, da je merilo kulture. Levstik je utemeljitelj slovenstva. Vsako narodno dejanje mu je bilo važno.
Levstik je bil v šestdesetih letih 19. stoletja eden najpomembnejših slovenskih javnih in kulturnih delavcev. Posegel je v vsa področja narodnega življenja - v politiko, socialno in moralno miselnost, organizacijo narodnih kulturnih, gledaliških, prebudnih in telovadnih organizacij, zato njegov pomen sega čez meje slovstva. Bil je v središču političnega in družbenega življenja. Dejaven je bil pri taborskem gibanju, Slovenski matici, Južnem sokolu, v Dramatičnem društvu, v ljubljanski čitalnici. Največji vpliv je imel na študente. Zahteval je odločen in brezobziren boj za slovenski jezik in narodnost. Bil je izrazit svobodomislec, njegovi idejnopolitični nazori so bili v popolnem nasprotju s staroslovenskimi. Levstik je bil najvidnejši predstavnik mladoslovencev v boju zoper konservativna politična načela staroslovencev.
Danes so po Levstiku poimenovani Levstikov trg v Ljubljani, Levstikova ulica v Ljubljani, Levstikova ulica v Novem mestu,Levstikova pot, 
Levstikova cesta in Levstikova nagrada.

### Proza
- Bučelstvo (1853) (COBISS)
- Martin Krpan z Vrha (1858) (COBISS)
- Popotovanje iz Litije do Čateža (1858) (COBISS)
- Deseti brat (1863) (COBISS)
- Sveti doktor Bežanec v Tožbanji vasi (1870) (COBISS)
- Kdo je napravil Vidku srajčico (1877)[11] (COBISS)

### Poezija
- Pesmi (1854) (COBISS)
- Tonine pesmi (1859) (COBISS)
- Franjine pesmi (1870) (COBISS)
- Pripovedne pesmi (COBISS)
- Refleksije (COBISS)
- Satire (COBISS)
- Pesmi za mladino (COBISS)

### Dramatika
- Juntez (1855) (COBISS)
- Tugomer (1876) (COBISS)

### Spisi
- Pripovedni spisi (COBISS)

### Pisma
- Levstikovo pismo Jurčiču iz leta 1868 - Kritika Desetega brata (COBISS)
- Dramatični spisi (COBISS)
- Kritični spisi (COBISS)
- Politična spisa (COBISS)